# موهيني
موهيني (بالسنسكريتية: मोहिनी، Mohinī) هي إلهة هندوسية. وهي الأفاتار الأنثوية الوحيدة للإله الهندوسي فيشنو. تُصور كإمرأة فاتنة وساحرة تسلب عقل عشاقها، وتؤدي بهم أحيانًا إلى هلاكهم. تُقدم موهيني إلى الأساطير الهندوسية في رواية مهابهاراتا الملحمية. تظهر فيها كشكل من أشكال فيشنو، وتحصل على وعاء أمريتا (إكسير الخلود) من الأسورات اللصوص (الشياطين)، وتعيدها إلى الديفات (الآلهة)، وتساعدهم على الاحتفاظ بخلودهم.
تروي العديد من الأساطير المختلفة مآثرها المتنوعة وزيجاتها، بما في ذلك الاتحاد مع الإله شيفا. تسرد هذه القصص، من بين جملة أمور، ولادة الإله شاستا وتدمير بهاتماسورا، شيطان الرماد. تعتمد موهيني على خداع الذين تقابلهم أو التحايل عليهم كطريقة عمل رئيسية. تُعبد في جميع أنحاء الحضارة الهندية، ولكن بشكل رئيسي في غرب الهند، حيث تُكرس المعابد لتصويرها كماهالسا، قرينة خاندوبا، الأفاتار الإقليمية لشيفا.

## الأساطير والتاريخ

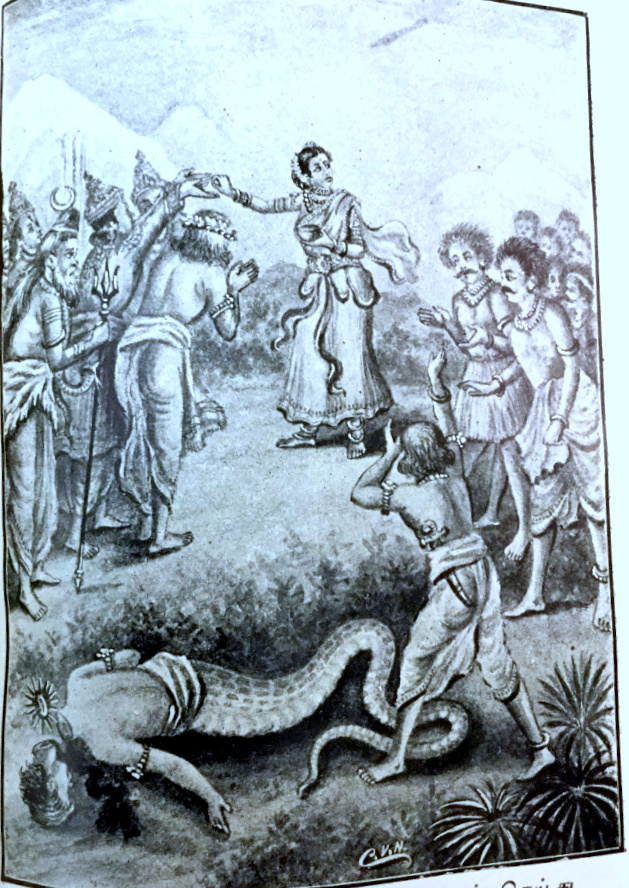
اتخذ اللورد فيشنو شكل الجميلة موهيني ووزع الأمريتا (الطعام الشهي، الإكسير) على ديفاس. عندما حاول راهو (ثعبان التنين) سرقة أمريتا، تم قطع رأسه

### الأمريتا
تظهر أول إشارة إلى إلهة من نوع موهيني في جزء سامودرا مانثان من ملحمة ماهابهاراتا الهندوسية من القرن الخامس قبل الميلاد. أُنتج الأمريتا، أو رحيق الخلود، من خلال خض محيط الحليب. تشاجر الديفات والأسورات على حيازته. وضع الأسورات خططًا للإحتفاظ بالأمريتا لأنفسهم، ما أغضب الديفات. فاتخذ فيشنو، مكتشفًا خطتهم، شكل «فتاة ساحرة». تستخدم جاذبيتها لخداع الأسورات لإعطائها الأمريتا، ثم يُوزع بين الديفات. يتنكر راهو، وهو أسورا، كإله ويحاول أن شرب بعض أمريتا بنفسه. يُعلم سوريا (إله الشمس) وشاندرا (إله القمر) فيشنو بذلك بسرعة، ويستخدم سودارشانا شاكارا (القرص الإلهي) لقطع رأس راهو، تاركًا الرأس خالدة. تروي الملحمة الهندوسية الرئيسية الأخرى، رامايانا (القرن الرابع قبل الميلاد)، قصة موهيني بإيجاز في فصل بالا كاندا. تُسرد هذه القصة نفسها أيضًا في فينشو بورانا بعد أربعة قرون. 
يُشار في النص الأصلي، إلى موهيني على أنها مجرد شكل أنثوي ساحر من فينشو. توصف موهيني في الروايات اللاحقة، بأنها مايا (وهم) فيشنو. بعد ذلك، أصبح اسم الأفاتار موهيني واشتُق من العبارة الأصلية التي تصف مظهره المزيف المتعمد (ميم أشيتو موهينيم). وما أن أصبحت أسطورة موهيني شائعة، أعيد سردها وتنقيحها وتوسيعها في العديد من النصوص. زاد عدد قصص موهيني فيشنو بين الأوساط التعبدية في مختلف المناطق. تُسرد نسخة ماهابهاراتا الموسعة من القصة أيضًا في بهاغاتا بورانا في القرن العاشر الميلادي. تصبح فيها موهيني أفاتار رسمية لفيشنو.
أُعيد سرد هذه الأسطورة أيضًا في بادما بورانا وبراهماندا بورانا. ولكن في براهماندا بورانا، تكتسب فيشنو موهيني شكلها ببساطة، بعد التأمل في الإلهة العظيمة ماهيشفاري، لخداع الأسورات اللصوص.

### قاتلة الشياطين
تملك موهيني أيضًا تاريخًا نشطًا في القضاء على الشياطين في جميع النصوص الهندوسية. في فيشنو بورانا، تهزم موهيني بهاسماسورا، «شيطان الرماد». تضرع بهاسماسورا للإله شيفا من خلال أداء تكفير شديد. منحه شيفا، بعد أن رضي عن بهاسماسورا، القوة لتحويل أي شخص إلى رماد بلمس رأسه. قرر الشيطان تجربة القوة على شيفا نفسه. صلي شيفا إلى فيشنو ليساعده فتحول فينشو إلى موهيني وسحر بهاسماسورا. أُخذ بهاسماسورا بموهيني لدرجة أنه طلب منها الزواج. وافقت موهيني، ولكن بشرط أن يتبع بهاماسورا خطوات تحركها في الرقص. وفي أثناء الرقص، وضعت يدها على رأسها. حاكى بهاماسورا هذا العمل، وبالتالي حول نفسه إلى رماد. أُعيد سرد أسطورة بهاسماسورا في النص البوذي ساتارا ديفلا ديفي بوفاتا، مع اختلاف طفيف. في هذه القصة، يتخذ فيشنو شكله الأنثوي (لا يُستخدم اسم «موهيني») ويسحر بهاسماسورا. تطلب فيشنو المؤنثة من بهاسماسورا التعهد بعدم تركها أبدًا بوضع يده على رأسه وفقًا للممارسة المعتادة للقسم على الرأس. وعند قيامه بذلك، يتحول بهاسماسورا إلى رماد.